# Oates-Piedmont-Gletscher
Der Oates-Piedmont-Gletscher ist ein Vorlandgletscher an der Scott-Küste des ostantarktischen Viktorialands. Er nimmt das Gebiet östlich der Kirkwood Range zwischen dem Fry-Gletscher und dem Mawson-Gletscher ein. 
Er wurde im Jahr 1957 von  Die neuseeländische Gruppe der Commonwealth Trans-Antarctic Expedition (1955–1958) nahm 1957 Vermessungen vor und benannte ihn. Namensgeber ist der britische Polarforscher Lawrence Oates (1880–1912), der auf dem Rückmarsch vom Südpol zum Basislager während der Terra-Nova-Expedition (1911–1912) gemeinsam mit dem Expeditionsleiter Robert Falcon Scott und drei weiteren Begleitern ums Leben kam. 